# Yotala
Yotala ist eine Ortschaft im Departamento Chuquisaca im südamerikanischen Anden-Staat Bolivien.

## Lage im Nahraum
Yotala ist der zentrale Ort des Municipios Yotala in der Provinz Oropeza. Die Stadt liegt auf einer Höhe von 2513 m am linken Ufer des Río Yotala, der nach sieben Kilometern in den Río Cachimayu mündet und weiter in den Río Pilcomayo fließt.

## Geographie
Yotala liegt östlich des Altiplano in der bolivianischen Cordillera Central. Das Klima ist ein gemäßigtes Höhenklima mit typischem Tageszeitenklima, bei dem die Temperaturunterschiede im Tagesverlauf stärker schwanken als im Jahresverlauf.
Die Jahresdurchschnittstemperatur in Yotala liegt bei etwa 16 °C (siehe Klimadiagramm Sucre), die Monatsdurchschnittswerte schwanken zwischen 14 °C im Juni/Juli und 17 °C im Oktober/November. Der Jahresniederschlag beträgt etwa 700 mm und weist fünf aride Monate von Mai bis September mit Monatswerten unter 25 mm auf, und eine deutliche Feuchtezeit von Dezember bis Februar mit Monatsniederschlägen zwischen 125 und 150 mm.

## Verkehrsnetz
Yotala liegt in einer Entfernung von 23 Straßenkilometern südlich der Departamento-Hauptstadt Sucre.
Durch Yotala führt die 900 Kilometer lange Nationalstraße Ruta 5, die von der chilenischen Grenze im Westen über Potosí und Sucre in das bolivianische Tiefland führt.
Durch Yotala führt auch eine einspurige Eisenbahnstrecke, die über 171 Kilometer von Potosí nach Sucre führt.

## Bevölkerung
Die Einwohnerzahl der Ortschaft ist in den vergangenen beiden Jahrzehnten nur geringfügig angestiegen:
| Jahr | Einwohner | Quelle       |
| ---- | --------- | ------------ |
| 1992 | 1325      | Volkszählung |
| 2001 | 1538      | Volkszählung |
| 2012 | 1522      | Volkszählung |
| 2024 |           | Volkszählung |

Die Region weist einen hohen Anteil an Quechua-Bevölkerung auf, im Municipio Yotala sprechen 94,2 Prozent der Bevölkerung Quechua.